# Serjania souzana
Serjania souzana är en kinesträdsväxtart som beskrevs av Ferrucci & Acev.-rodr.. Serjania souzana ingår i släktet Serjania och familjen kinesträdsväxter. Inga underarter finns listade i Catalogue of Life.